# ماركوس غرينير
ماركوس غرينير (بالألمانية: Markus Greiner)‏ هو فيزيائي ألماني، ولد في 20 أغسطس 1973 في هانوفر في ألمانيا.